# Katrine Jensen
Katrine Jensen (30 de mayo de 2003) es una deportista danesa que compite en piragüismo en la modalidad de aguas tranquilas. En los Juegos Europeos de Cracovia 2023 consiguió una medalla de bronce en la prueba de K4 500 m.

## Palmarés internacional
| Juegos Europeos | Juegos Europeos    | Juegos Europeos   | Juegos Europeos |
| Año             | Lugar              | Medalla           | Competición     |
| --------------- | ------------------ | ----------------- | --------------- |
| 2023            | Cracovia (Polonia) | Medalla de bronce | K4 500 m        |